# Nimrod (bateau)
Pour les articles homonymes, voir Nimrod (homonymie).
Le Nimrod est le navire connu pour avoir été utilisé  en 1908 par Ernest Shackleton lors de l'expédition en Antarctique à laquelle il donna son nom. Il s'agit d'un trois-mâts goélette d'un tonnage de 300 tonnes utilisé auparavant pour la chasse aux phoques. Un certain nombre de points géographiques de l'Antarctique ont été nommés d'après cette expédition et donc d'après ce navire, dont le glacier Nimrod.
Shackleton acheta le navire 5 000 £ avec le projet d'en faire un trois-mâts goélette et de l'adapter à la navigation polaire. Équipé d'un moteur à vapeur auxiliaire, la vitesse avec cette propulsion n'est que de six nœuds.
Le Nimrod était si chargé au départ de l'expédition, qu'il ne put embarquer assez de charbon pour faire le voyage de Nouvelle-Zélande jusqu'en Antarctique. Il dut être suivi par un tender nommé Koonya dont le gouvernement néo-zélandais paya la moitié des frais ; Sir James Mills, président de l'Union Steam Ship Company, l'autre moitié. Initialement commandé par Rupert England, Shackleton, mécontent de lui, le remplaça par Frederick Pryce Evans, le capitaine du tender.
Le navire a été revendu à son retour en Angleterre.

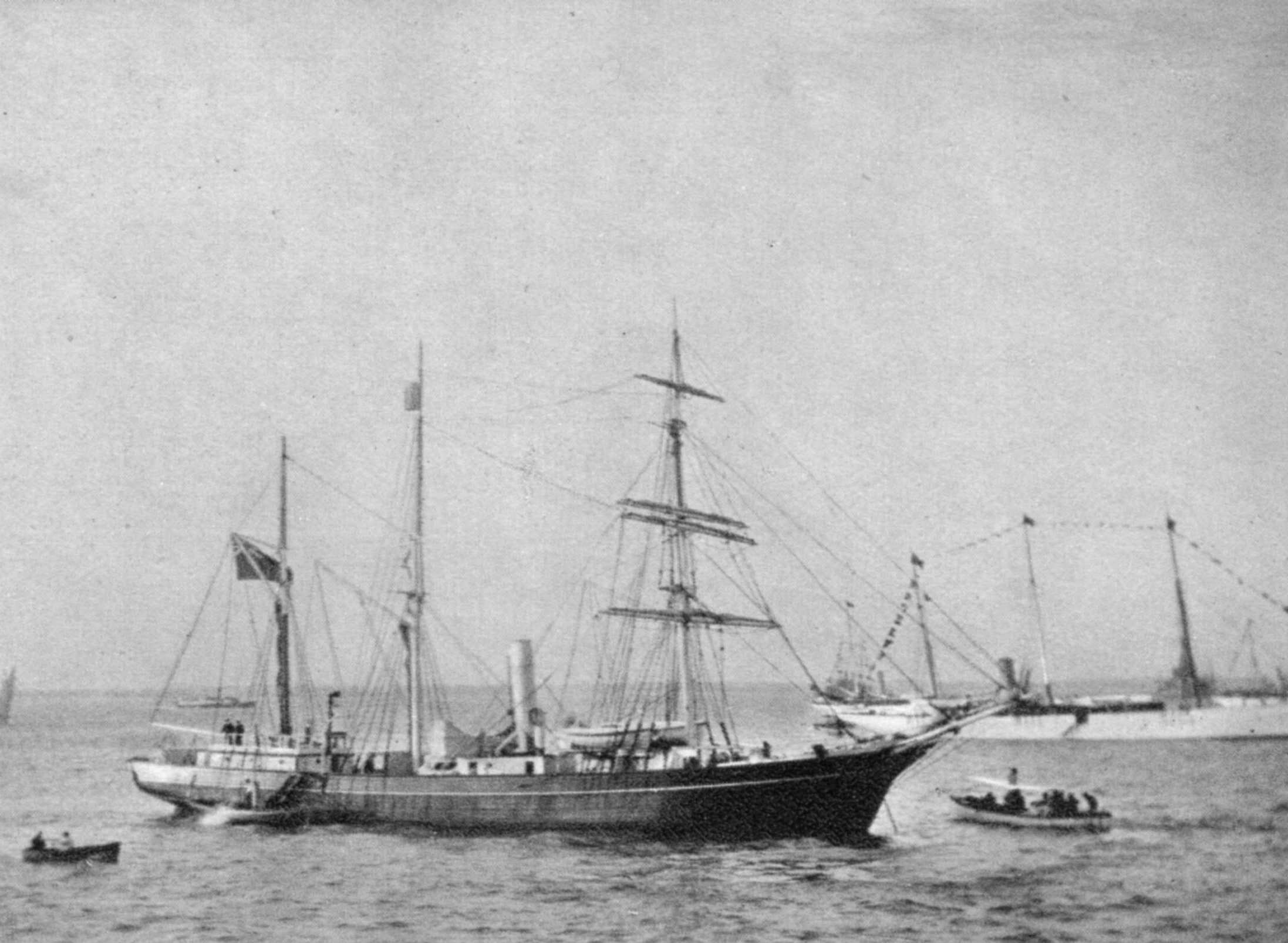
Au départ vers l'Antarctique
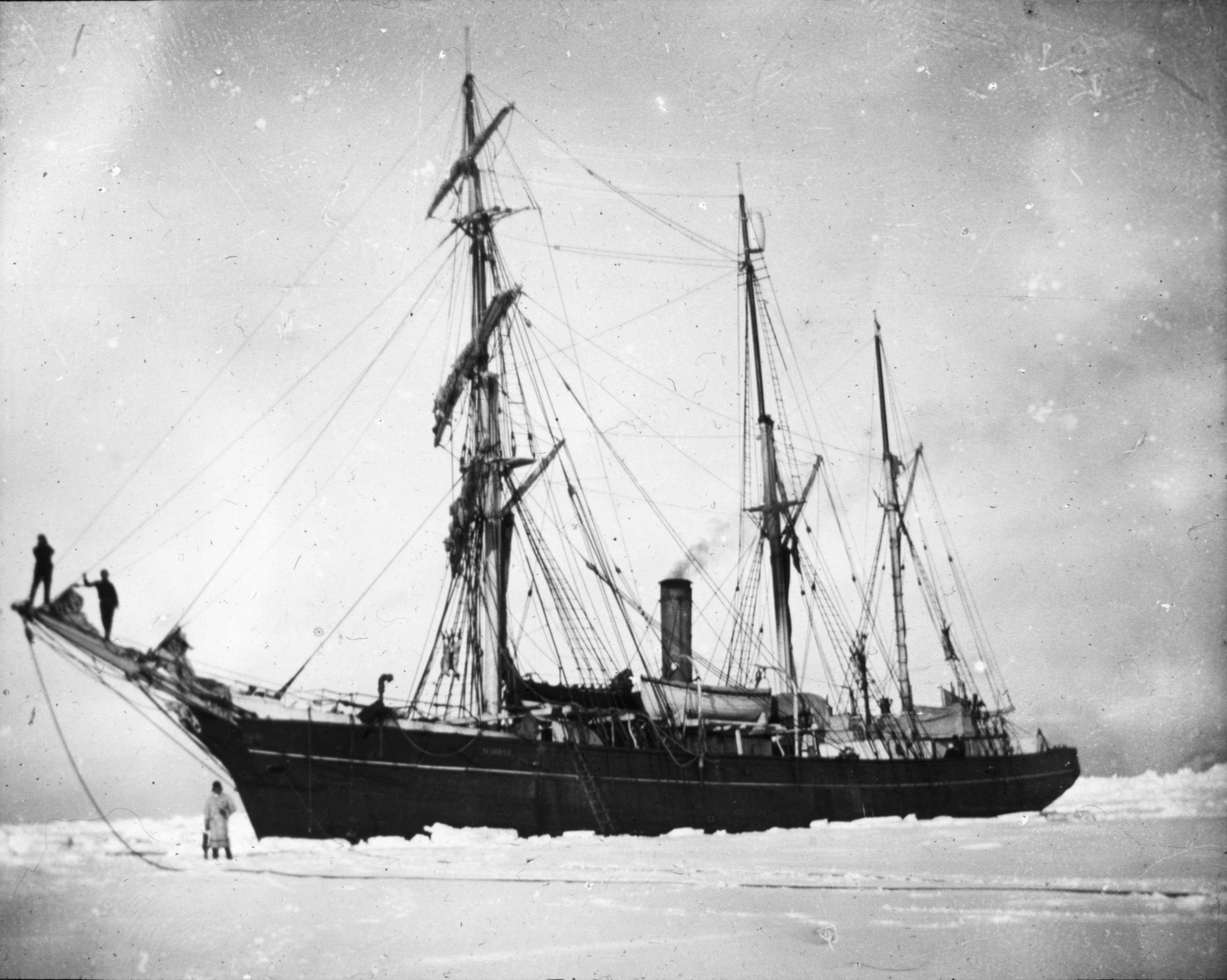
Pris dans les glaces en 1908
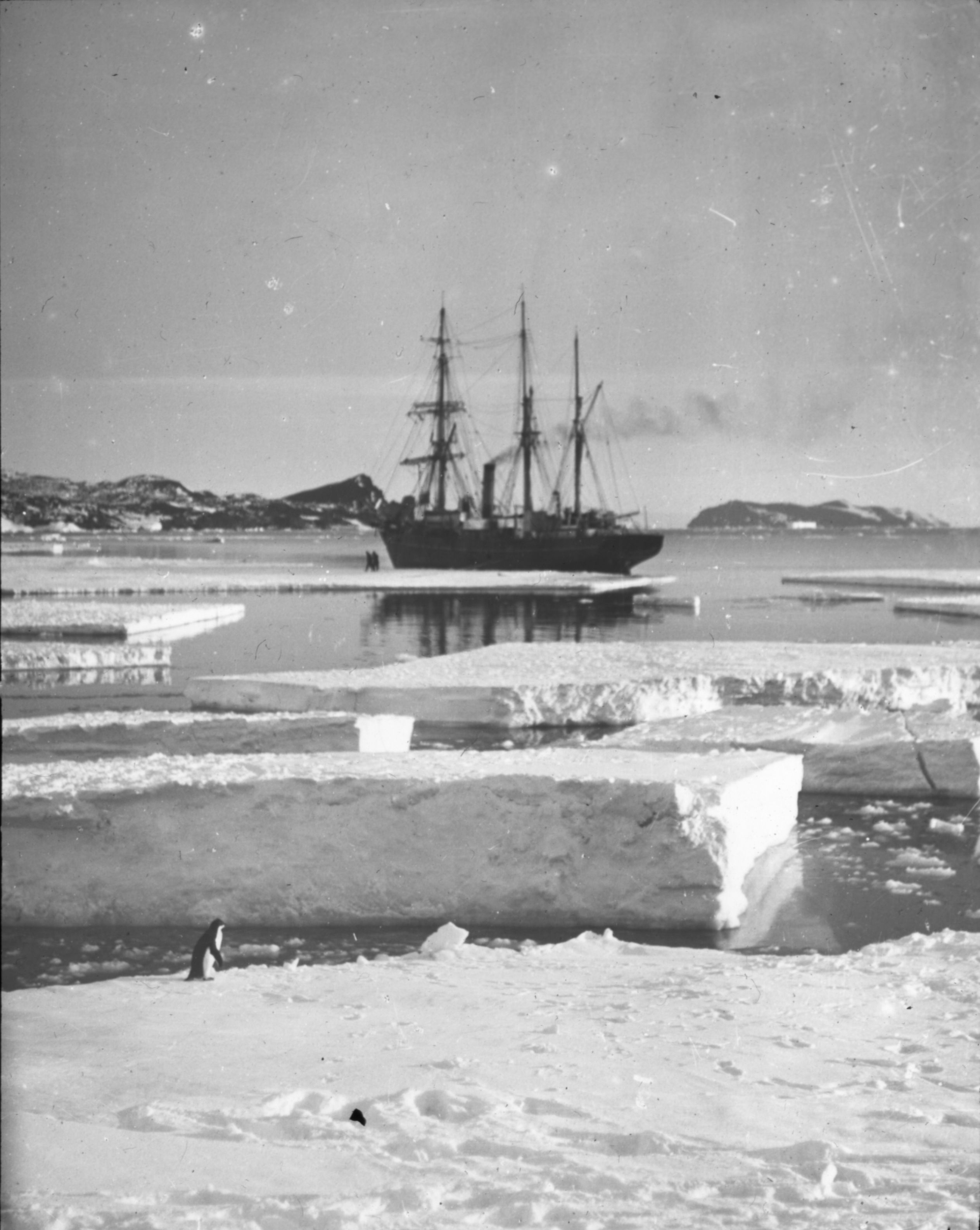
À l'ancre à cap Royds